# Aplidium enigmaticum
Aplidium enigmaticum är en sjöpungsart som beskrevs av Monniot 1985. Aplidium enigmaticum ingår i släktet Aplidium och familjen klumpsjöpungar. Inga underarter finns listade i Catalogue of Life.